# Ghislain Konan
Ghislain N'Clomande Konan, más conocido como Ghislain Konan, (Abiyán, 27 de diciembre de 1995) es un futbolista marfileño que juega de defensa en el Gil Vicente F. C. de la Primeira Liga.

## Trayectoria
Konan comenzó su carrera en el ASEC Mimosas, de su país natal, en 2013.
En 2016 dejó su primer club para marcharse al Vitória Guimarães, de la Primeira Liga. En el Vitória Guimarães jugó 45 partidos entre 2016 y 2018, fichando en ese año por el Stade de Reims.
En julio de 2022 se marchó a Arabia Saudita para jugar en el Al-Nassr las siguientes tres temporadas. En septiembre del año siguiente este equipo lo cedió al Al-Fayha. Posteriormente regresó a Al-Nassr y en septiembre de 2024 acordó la rescisión de su contrato. Desde entonces estuvo varios meses sin equipo, hasta que en enero se unió al Burgos C. F. para lo que restaba de campaña. Tras la misma regresó a Portugal para jugar en el Gil Vicente F. C.

## Selección nacional

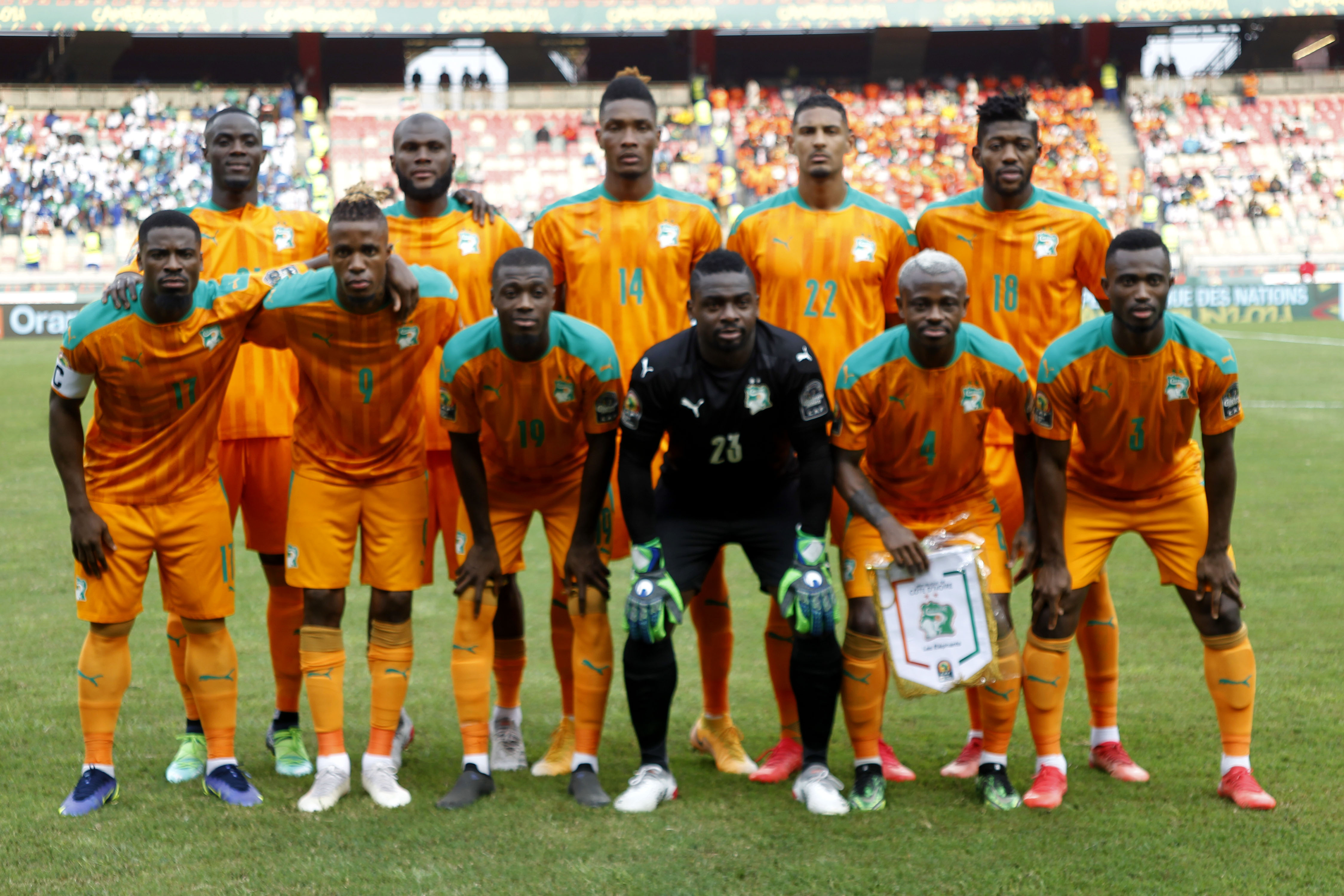
Konan jugando para Costa de Marfil.

Es internacional con la selección de fútbol de Costa de Marfil, con la que jugó el 6 de octubre de 2017 un partido de clasificación para la Copa Mundial de Fútbol de 2018 frente a la selección de fútbol de Malí.

## Clubes
| Club              | País            | Año       |
| ----------------- | --------------- | --------- |
| ASEC Mimosas      | Costa de Marfil | 2013-2016 |
| Vitória Guimarães | Portugal        | 2016-2018 |
| Stade de Reims    | Francia         | 2018-2022 |
| Al-Nassr          | Arabia Saudita  | 2022-2024 |
| Al-Fayha (cedido) | Arabia Saudita  | 2023-2024 |
| Burgos C. F.      | España          | 2025      |
| Gil Vicente F. C. | Portugal        | 2025-act. |

## Palmarés

### Títulos internacionales
| Título                      | Equipo          | Sede            | Año  |
| --------------------------- | --------------- | --------------- | ---- |
| Campeonato de Clubes Árabes | Al-Nassr F. C.  | Arabia Saudita  | 2023 |
| Copa Africana de Naciones   | Costa de Marfil | Costa de Marfil | 2023 |